# Psydrax palma
Psydrax palma là một loài thực vật có hoa trong họ Thiến thảo. Loài này được (K.Schum.) Bridson miêu tả khoa học đầu tiên năm 1985.